# Biagio Conte
Pour les articles homonymes, voir Conte (homonymie).
Biagio Conte (né le 7 avril 1968 à Palerme, en Sicile) est un coureur cycliste italien, professionnel de 1996 à 2003.

## Biographie
Biagio Conte devient coureur professionnel en 1996, à l'âge de 27 ans, dans l'équipe Scrigno. Bon sprinteur, il remporte dès sa première année deux étapes du Tour d'Espagne et porte le maillot or pendant deux jours. L'année suivante, il monte sur le podium de la classique Milan-San Remo, battu au sprint par Erik Zabel et Alberto Elli.
En 2000, il est engagé par l'équipe Saeco afin d'assister Mario Cipollini dans ses sprints.
Sur le Tour d'Italie, il est déclaré vainqueur de la quinzième étape arrivée à Brescia après qu'Ángel Vicioso, premier arrivé, a été déclassé pour un sprint irrégulier.
Après une dernière saison chez Formaggi Pinzolo Fiave en 2003, il a mis fin à sa carrière.

## Palmarès

### Palmarès amateur
- 1988
  - 2e du Circuito del Porto-Trofeo Arvedi
- 1989
  - 3e du Giro del Medio Brenta
- 1990
  - Coppa Fiera di Mercatale
  - 1re étape du Tour des régions italiennes
  - 2e du Grand Prix San Giuseppe
- 1991
  - 8e étape de la Course de la Paix
  - Trofeo Zssdi
- 1992
  - Gran Premio Comune di Ceregnano
  - Trofeo Comune di Piadena
- 1993
  - Trofeo Zssdi
  - Piccola Sanremo
  - 2e de La Popolarissima
  - 2e de Vicence-Bionde
- 1994
  - Trofeo Papà Cervi
  - 2e du Piccola Sanremo
- 1995
  - Gran Premio di Diano Marina
  - Coppa Caivano
  - Trophée de la ville de Castelfidardo
  - Giro del Belvedere
  - Medaglia d'Oro Città di Villanova
  - Monte Carlo-Alassio
  - Circuito Valle del Liri
  - Prologue et 4e étape du Tour de Vénétie et des Dolomites
  - 3e du Grand Prix de l'industrie, du commerce et de l'artisanat de Carnago

### Palmarès professionnel
- 1996
  - 1re et 14e étapes du Tour d'Espagne
  - 4e étape du Trofeo dello stretto
  - 2e du Grand Prix de la côte étrusque
- 1997
  - Grand Prix de la côte étrusque
  - Tour de l'Etna
  - 2e de la Coppa Agostoni
  - 3e de Milan-San Remo
  - 3e du Tour du Piémont
  - 7e de Paris-Tours
- 1998
  - 2e du Grand Prix Pino Cerami
- 1999
  - 2e étape du Circuit des Mines
  - 2e du Grand Prix Pino Cerami
- 2000
  - 15e étape du Tour d'Italie
  - 3e du Trophée Luis Puig
- 2001
  - 1re étape de Tirreno-Adriatico
  - 2ea et 5e étape du Regio-Tour
  - 2e du Tour de Campanie
  - 4e de Milan-San Remo

## Résultats sur les grands tours

### Tour d'Espagne
4 participations
- 1996 : abandon (18e étape), vainqueur des 1re et 14e étapes,  maillot or pendant 2 jours
- 1997 : 118e
- 2000 : 122e
- 2001 : abandon (11e étape)

### Tour d'Italie
6 participations
- 1998 : abandon (17e étape)
- 1999 : 87e
- 2000 : 78e, vainqueur de la 15e étape
- 2001 : 127e
- 2002 : 101e
- 2003 : abandon (18e étape)